# 陈宝田
陈宝田（1949年1月—），男，江苏泰兴人，中华人民共和国政治人物，曾任中共扬州市委副书记、中共泰州市委书记、江苏省政协副主席、党组成员，中共十五大、十六大代表。